# Prisindeks
Et prisindeks – eller pristal – udtrykker udvikling i et sammenvejet sæt varer eller andre goder. Sættet benævnes til tider en kurv. Tilsvarende indeks anvendes til vurdering af udviklingen i priser på værdipapirer, eksempelvis det danske OMXC20.
Ved beregning af et indeks må man indledningsvist afklare, med hvilken vægt de goder skal medregnes. Ved et forbrugerprisindeks skal de enkelte goder svare til disses budgetandel i husholdningernes forbrug, ved et aktieindeks anvendes en kombination af markedsværdi og omsætning ('likviditet').
Over tid vil vægtene forskydes – de danske forbrugere spiste i 1960'erne mange kartofler, men i 1990'erne mere pasta – og det må så afgøres, om man vil bruge de gamle vægte, de nye vægte eller noget imellem.
Laspeyres' indeks tager udgangspunkt i de gamle vægte (mængder):
{\displaystyle \Delta P_{L}={\frac {\sum p_{1}q_{0}}{\sum p_{0}q_{0}}},}
hvor {\displaystyle \Delta P} er ændringen i prisindekset, {\displaystyle p_{0}} og {\displaystyle q_{0}} er priser og mængder til det første tidspunkt, {\displaystyle p_{1}} og {\displaystyle q_{1}} de tilsvarende til det andet tidspunkt. Laspeyres' prisindeks har en tendens til overvurdere prisudviklingen (inflationen).
Paasches indeks tager udgangspunkt i de nye vægte (mængder):
{\displaystyle \Delta P_{P}={\frac {\sum p_{1}q_{1}}{\sum p_{0}q_{1}}},}
og har en tendens til at undervurdere prisudviklingen.
Fishers indeks kommer udenom over-/undervurderingen ved at benytte et geometrisk gennemsnit af de to foregående:
{\displaystyle \Delta P_{F}={\sqrt {\Delta P_{P}\cdot \Delta P_{L}}}.}

## Ekstern henvisning
- Prisberegner fra Danmarks Statistik – kan omregne danske priser i perioden fra 1900 via prisindekset